# КФ Гиляни
„Гиляни“ (на албански: Klubi Futbollistik Gjilani) е косовски футболен клуб от град Гниляне, частично призната държава Косово. Играе в Супер лига на Косово, най-силната дивизия на Косово.

## История
Клубът е създаден през 1995 година от братята Насер и Ридван Исмаили, живеещи в Малишево.

## Клубни цветове
Първите клубни цветове през 1995 са били червено-бели. През 2000 новия президент на клуба ги сменя с виолетови и светлосини, но през 2008 по инициатива на клубните ултраси Skifterat са върнати старите.

## Успехи
Косово
- Суперлига
  -  Бронзов медал (1): 2022/23
- Купа на Косово
  -  Носител (1): 1999/2000
  -  Финалист (2): 2001/02, 2022/23
- Суперкупа на Косово
  -  Носител (1): 1999/2000

## Български футболисти
- Наско Милев: 2023/24 - (29 мача - 1 гол)